# Riff Knives
Riff Knives är ett rock/funk/rap-band från Stockholm.
Bandet bildades år 2008 och har släppt två EP, ett album samt flera singlar. Riff Knives blev utsedda till Sveriges Bästa Liveakt 2011 i tävlingen Upnorth Bandslam.
Under 2012 skrev bandet på ett förlagskontrakt med Musichelp Publishing.
Den 29 april 2016 släppte Riff Knives Ice Cream LP, inspelad i Anders Bagges studio Dreamhill Studios på Ekerö.

## Medlemmar
- Oskar Svenborn - DJ (2008 - idag)
- Karl Runeskog - Sång (2008 - idag)
- Hampus André - Sång (2008 - idag)
- Darius Kaya - Gitarr (2010 - idag)
- Emil Olsson - Trummor (2008 - idag)
- Jesper Adefelt - Bas (2008 - idag)

## Diskografi
- 2010 - Rattle For Fame EP
- 2011 - Ape Flip EP
- 2011 - Bartender - Hed PE-cover (Singel)
- 2012 - I Miss You (Honestly?) (Singel)
- 2013 - Fire (Singel)
- 2016 - Ice Cream LP
- 2018 - One In All In [Rugby Sevens] (Singel)[5]